# Cristina Grenholm
Anna Cristina Grenholm, ogift Wernolf, född 3 mars 1959 i Borlänge, är en svensk teolog och präst i Svenska kyrkan. Grenholm har varit kyrkosekreterare vid Svenska kyrkans nationella kansli.

## Biografi
Cristina Grenholm prästvigdes för Stockholms stift 1985. Hon disputerade 1990 för teologisk doktorsexamen och blev docent 1995. Efter prästtjänst i Stockholms stift och tjänst som studentpräst i Uppsala blev hon 1990 universitetslektor vid Uppsala universitet och 2003 professor i tros- och livsåskådningsvetenskap vid Karlstads universitet.
2009 tillträdde Cristina Grenholm posten som kyrkosekreterare vid kyrkokansliet i Uppsala där hon samordnar det teologiska arbetet . Bland förtroendeuppdrag kan nämnas uppdraget som ledamot i Svenska kyrkans läronämnd 1991–2009. I sin roll som kyrkosekreterare är hon idag sekreterare i läronämnden. Grenholm var också försteredaktör för Svensk kyrkotidning 1994–1999. I sin roll som Svenska kyrkans kyrkosekreterare är hon ledamot i styrelsen för Sveriges kristna råd .  Hon har också haft internationella uppdrag, exempelvis inom Lutherska världsförbundet. I sin roll som forskare har hon varit verksam inom American Academy of Religion. Hon är sedan 2013 ledamot i regeringens råd för kontakt med trossamfunden. Från 1 februari 2014 är hon ledamot i Migrationsverkets etiska råd.
Cristina Grenholm var 2013 kandidat i ärkebiskopsvalet, där hon kom på tredje plats. Hon kandiderade också i Strängnäs stifts biskopsval 2015, i vilket hon fick 29,7 procent av rösterna och därmed kom tvåa efter Johan Dalman.

### Författarskap
Cristina Grenholm blev 1994 mycket omdebatterad då hon var huvudförfattare till boken Vad tror du på? Aktuella livsfrågor och kristen tro (Verbum och Utbildningsradion), som var huvudbok i Utbildningsradions fempoängskurs i religionsvetenskap. Kritikerna hävdade att hon inte trodde på den kristna dogmen att Jesus fötts av en jungfru.
Hon har också givit ut boken Barmhärtig och sårbar – En bok om kristen tro på Jesus (Verbum 2004, orig. 1999) samt Levande teologi (Verbum 2010). I februari 2015 utkom Cristina Grenholm med boken Vår tro som min - levande trosbekännelse (Verbum 2015), där hon kommenterar den kristna trosbekännelsen.

### Familj
Cristina Grenholm har tidigare varit gift med professorn i etik Carl-Henric Grenholm, född 1945. Tillsammans har de två barn, däribland pastorn och författaren Micael Grenholm.

## Utmärkelser
- Nahnfeldt Cecilia, Södling Maria, Gustafsson Lundberg Johanna, red (2024). Liv, tro och tolkning en festskrift till Cristina Grenholm. Studies in religion & society, 1654-630X ; 23. [Uppsala]: Uppsala universitet, [Acta Universitatis Upsaliensis]. Libris 2lmzqbng09v45wd5. ISBN 9789151320151. http://urn.kb.se/resolve?urn=urn:nbn:se:uu:diva-521094 - festskrift till Christina Grenholms 65-årsdag
- H.M. Konungens medalj av 8:e storleken i Serafimerordens band, 28 januari 2025[10]